# Sigave

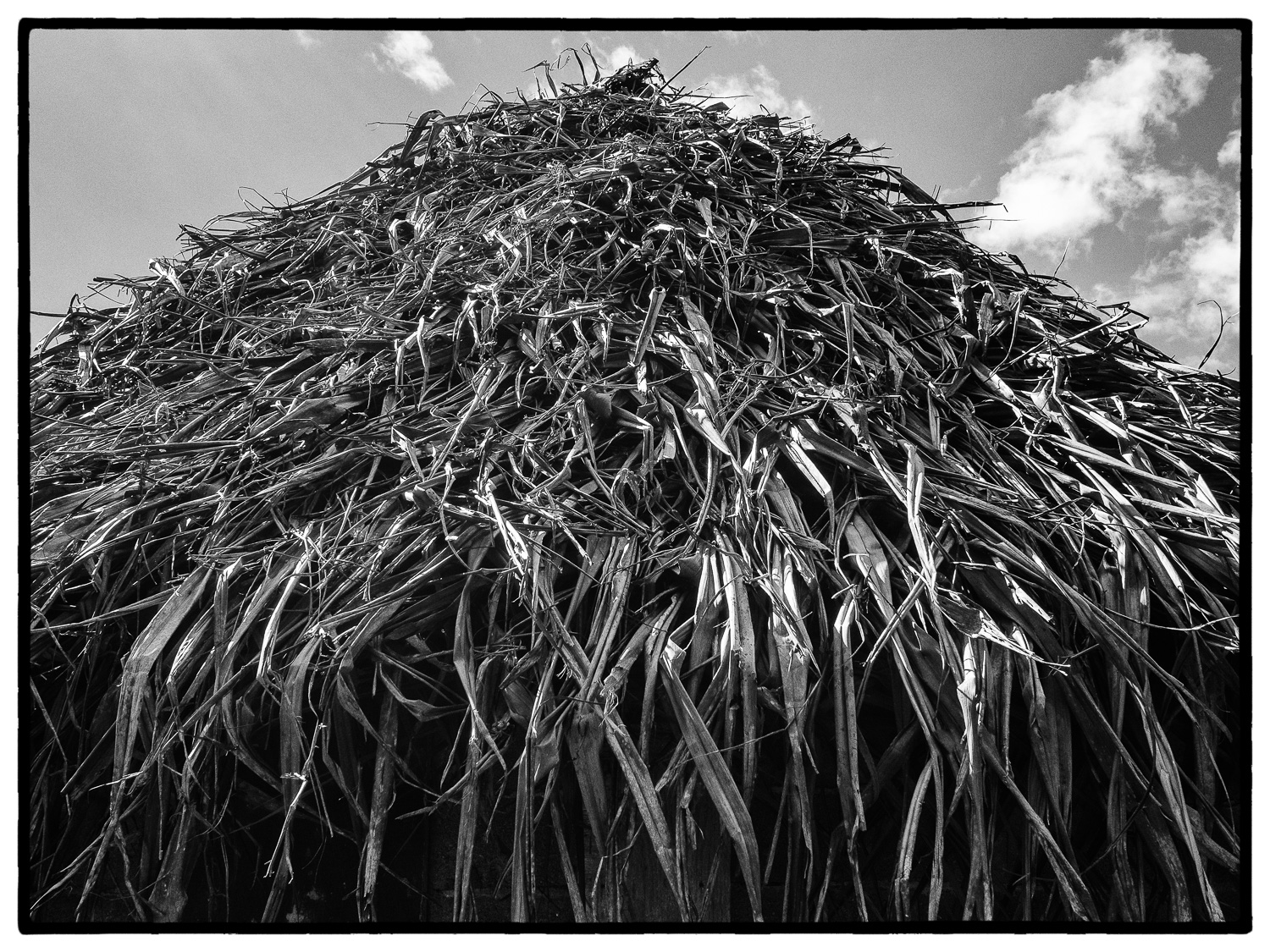
Cubierta de hojas de padano de una choza familiar en Vaisei, Sigave

Sigave es uno de los tres reinos oficiales del territorio francés de Wallis y Futuna. Está situado en la parte occidental de la isla de Futuna. 
Tiene una población de 4.700 habitantes, y en él se encuentra el aeropuerto de Pointe Vele, el único de la isla.
- Datos: Q2554877
- Multimedia: Sigave / Q2554877